# Ariane Fortin
Ariane Fortin (20 novembre 1984) è una pugile canadese.

## Palmarès

### Giochi del Commonwealth
- 1 medaglia:
  - 1 argento (Glasgow 2014 nei pesi medi)

### Giochi panamericani
- 1 medaglia:
  - 1 bronzo (Toronto 2014 nei pesi mediomassimi)

### Mondiali
- 4 medaglie:
  - 2 ori (New Delhi 2010 nei pesi welter; Ningbo 2008 nei pesi welter)
  - 1 argento (Podol'sk 2005 nei pesi welter)
  - 1 bronzo (Jeju 2014 nei pesi medi)